# Coleòpters
Els coleòpters (Coleoptera) són un ordre d'insectes endopterigots que, segons les darreres estimacions, reuneix al voltant de 386.500 espècies. Aquest ordre té més espècies que qualsevol altre ordre en tot el regne animal i un 30% de les espècies animals són coleòpters, seguit pels lepidòpters, himenòpters i dípters. Té tantes espècies com les plantes vasculars o els fongs i 70 vegades més que els mamífers.
El nom vulgar d'escarabat s'aplica a moltes espècies de l'ordre (escarabat piloter, escarabat de la patata, escarabat rinoceront, etc.), però també a algunes espècies de l'ordre blatodeus, especialment a les que viuen en habitatges humans, com l'escarabat de cuina; atès que aquests últims no tenen cap relació amb els coleòpters, cal defugir l'ús genèric del terme escarabat per no induir a errors.
Les ales anteriors dels coleòpters es transformen en uns escuts durs, anomenats èlitres, que formen una cuirassa que protegeix la part posterior del tòrax, inclòs el segon parell d'ales, i l'abdomen. Les ales anteriors no s'usen en el vol, però en la majoria de les espècies han d'ésser aixecades per poder usar les ales posteriors. Després d'aterrar, les ales posteriors es pleguen sota els èlitres. La majoria dels escarabats poden volar, però pocs assoleixen la destresa d'altres grups, com per exemple les mosques, i moltes espècies només volen si és absolutament necessari. Alguns escarabats tenen els èlitres soldats i/o ales posteriors atrofiades i no poden volar.
Els coleòpters els podem trobar en la majoria dels ambients, inclòs els d'aigua dolça, tot i que la seva presència en ambients marins és mínima.

## Característiques generals de l'adult

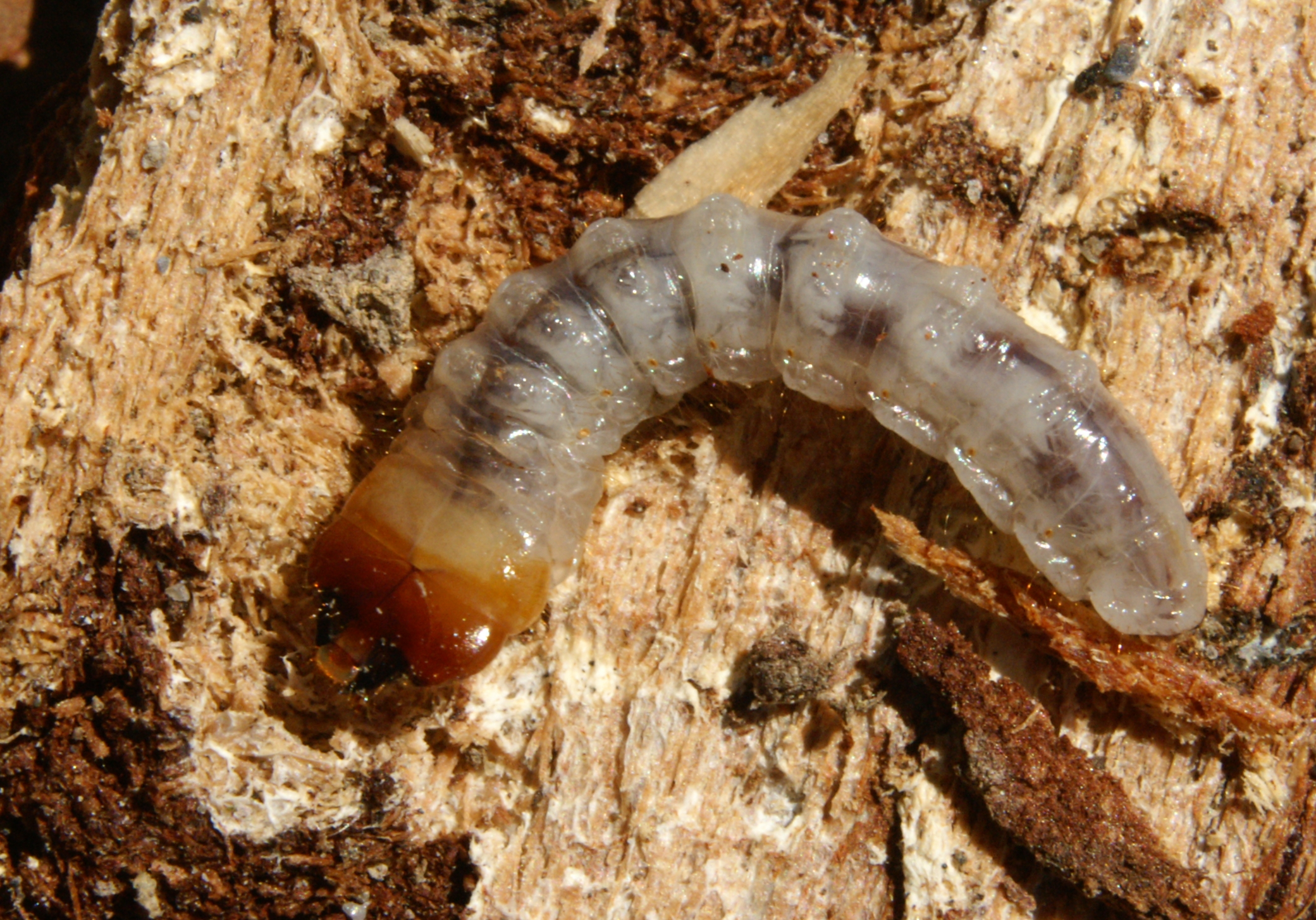
larva de coleòpter

Els coleòpters són insectes holometàbols (endopterigots), ja que experimenten una metamorfosi completa, amb estats de larva, pupa i imago (adult) netament diferenciats. La larva usualment sofreix moltes mudes. En contrast, els ordres d'insectes hemimetàbols (exopterigots) (per exemple els dermàpters o els ortòpters) experimenten una metamorfosi incompleta o parcial en la qual les larves (denominades en aquests casos nimfes) se semblen als adults, amb esbossos alars i genitàlia que creixen amb cada muda. Les larves dels coleòpters no presenten mai rastre d'ales o genitàlia, ni ulls composts, ni més d'un segment tarsal, i rarament més de quatre artells antenals.

### Cap

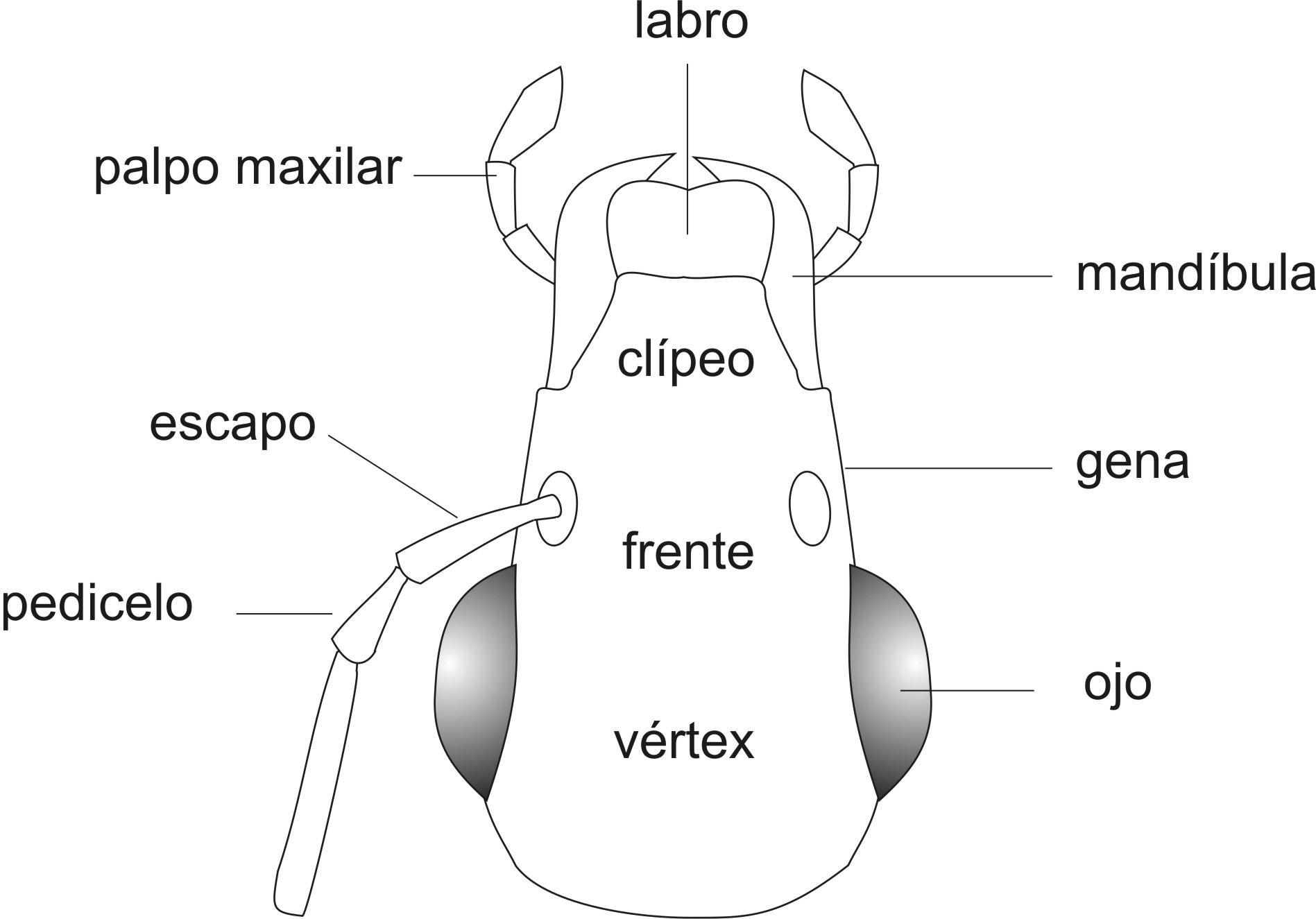
Cap en visó dorsal

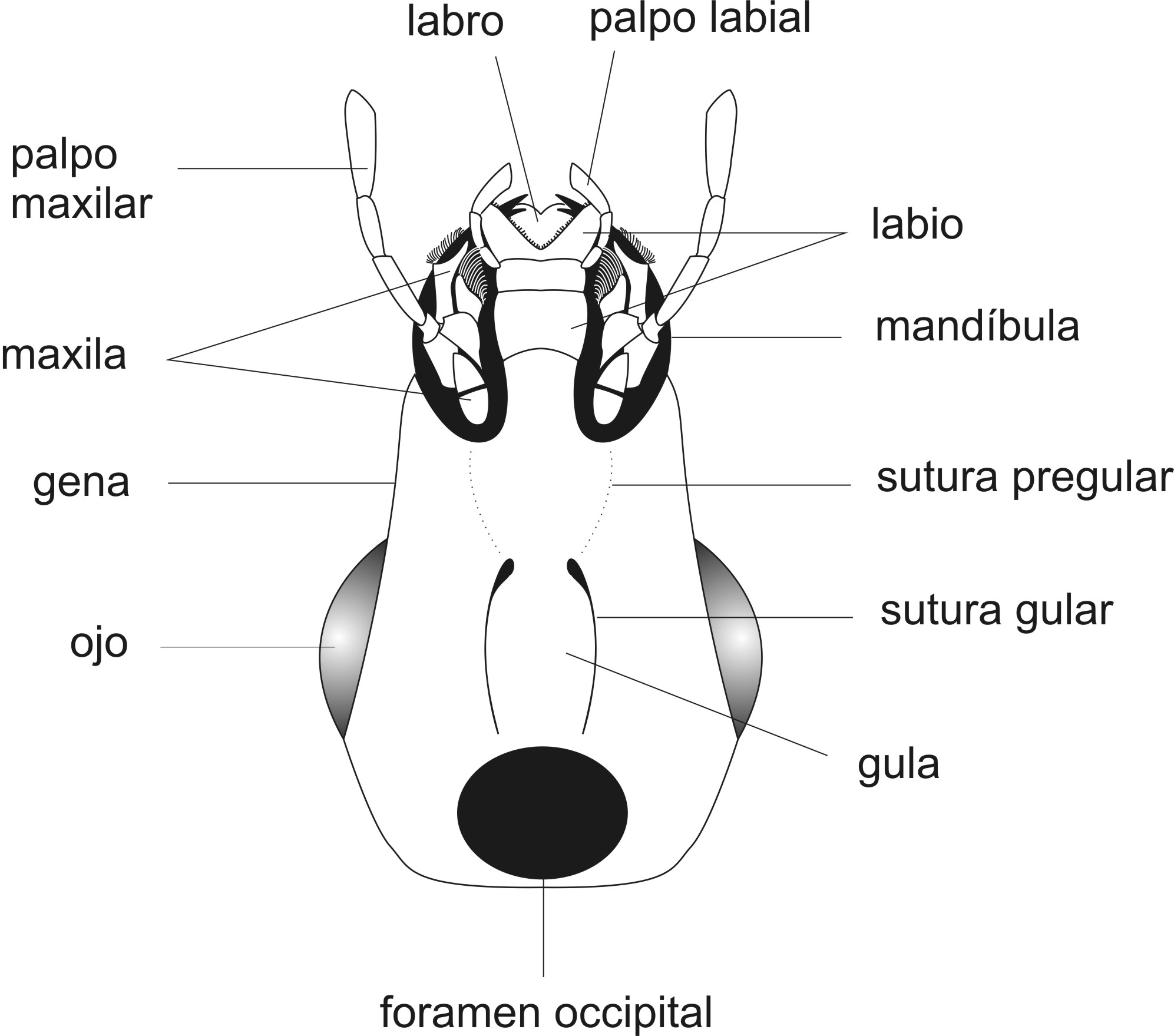
Cap en visó ventral

El cap dels coleòpters és generalment de tipus prògnat, és a dir, està dirigit cap endavant; consta de diverses esclerites que estan delimitades per sutures i que formen un conjunt sòlid denominat càpsula cefàlica, en la qual es poden diferenciar les següents regions: vèrtex, front, genes (genae, galtes), clipi (epistoma) i labre. Posseïxen un parell d'ulls composts que solament falten en algunes espècies endogees i cavernícoles. En general falten les ocel·les, excepte en alguns Staphylinidae i Dermestidae. Les antenes estan inserides als costats del cap, i són molt variables en forma i longitud, però gairebé sempre presenten 11 artells.
Les peces bucals són de tipus mastegador, rarament estan modificades per a absorbir líquids; estan constituïdes pels següents elements:
- Mandíbules. Són robustes, en forma de tenalles i amb freqüència proveïdes de denticles en el marge intern (retinacle). En alguns Lucanidae arriben a una grandària desmesurada, mentre que en Scarabaeoidea copròfags es reduïxen a primes làmines membranoses.
- Maxil·les. Estan formades per quatre artells: card, estipes, galea i lacínia, i estan proveïdes de palps maxil·lars de tres a cinc artells.
- Llavi (Labium). Peça imparell, resultat de la fusió del segon parell maxil·les; cobreix ventralment el primer parell de maxil·les. Està subdividit en mentum i submentum. En la zona anterior existeix un lòbul, la lígula i a banda i banda les paraglosses. El llavi posseïx a més un parell de petits palps labials amb un a tres artells.

### Tòrax
Consta de tres segments, protòrax, mesotórax i metatórax, i té les ales i les potes:

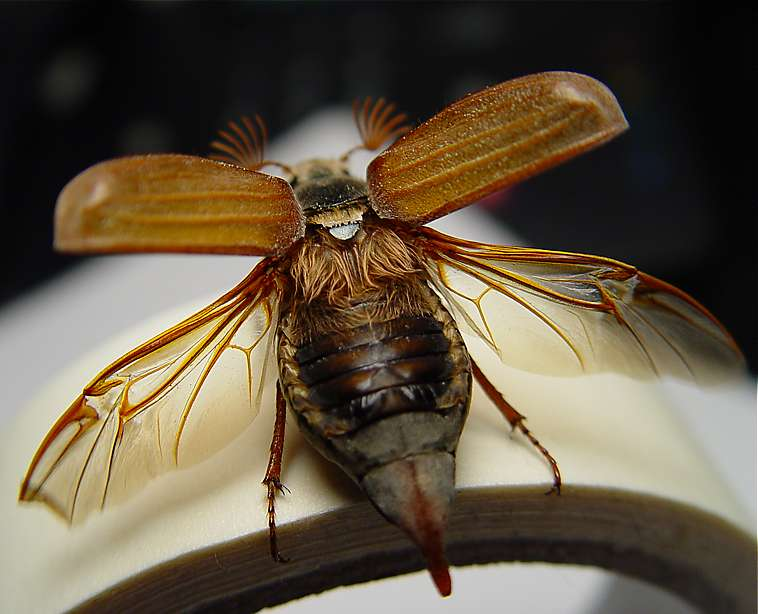
Èlitres i ales membranoses

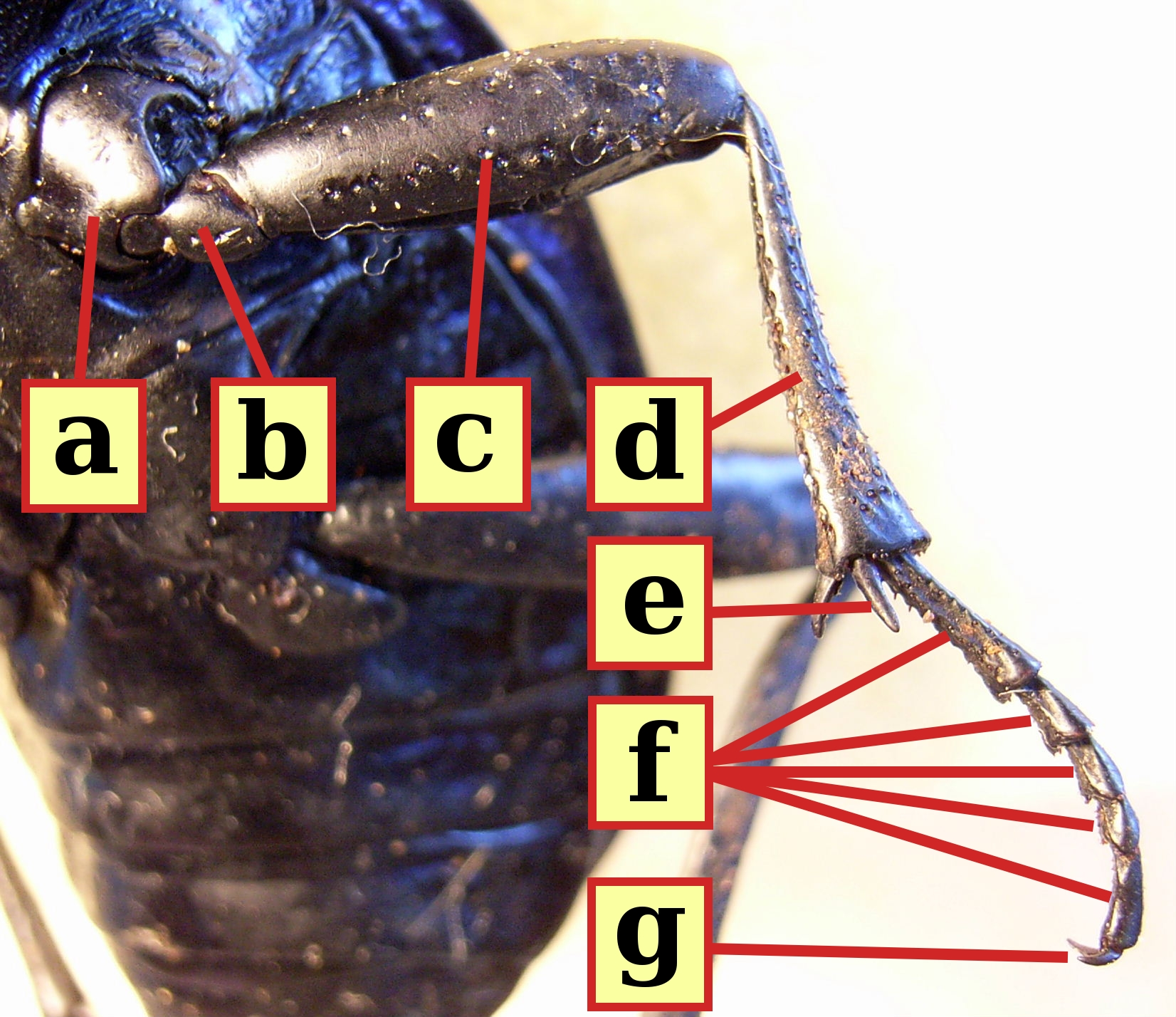
Pota d'un coleòpter
a: coxa; b: trocànter; c: fèmur; d: tíbia; e: espines tibials; f: tars amb 5 tarsòmers; g: ungles

El protòrax està molt desenvolupat i gairebé sempre és lliure, a diferència de la majoria d'ordres d'insectes, en què està reduït i estretament associat al mesotòrax. L'esclerita dorsal forma el pronot o escut (scutum), l'esclerita ventral el prostern i les esclerites laterals les propleures amb dos petites esclerites addicionals a cada costat, els episterns i els epímers protoràcics.
El mesotòrax i metatòrax estan fusionats i la seva part dorsal (mesonot i metanot, respectivament) està oculta sota els èlitres, a excepció de l'escutel, que pertany al mesotòrax, i que és gairebé sempre visible; mesostern i metastern són visibles en la part ventral, així com les mesopleures i metapleures en els costats, amb els seus corresponents episterns i epímers. El metastern està bé desenvolupat i presenta una endosternita simple.
Les ales mesotoràciques o ales anteriors estan modificades en èlitres, estructures més o menys endurides, rígides, no plegables, desproveïdes de venació, que cobreixen parcialment o totalment les ales posteriors i l'abdomen i que gairebé sempre es reuneixen en la línia mitjana formant una sutura recta. En altres ordres d'insectes en què també tenen les ales anteriors esclerotitzades (Blattodea, Hemiptera), normalment s'encavalquen una a l'altra quan estan en reposos. Els Dermaptera tenen élitros similars als dels coleòpters, però el plegament de les ales membranoses, la metamorfosi i altres característiques són completament diferents.
Les ales metatoràciques o posteriors, quan estan desenvolupades, són membranoses, plegades longitudinalment i gairebé sempre transversalment i són les úniques responsables de la propulsió durant el vol. Els altres ordres d'endopterigots (excepte en Strepsiptera) usen ambdues ales (anteriors i posteriors) o només les anteriors per a volar. El mecanisme de plegat de les ales sota els élitros és exclusiu de l'ordre i té gran importància taxonòmica.
Les potes s'insereixen, en posició totalment ventral, a les cavitats coxals en les quals les coxes estan profundament encaixades; en la majoria dels altres ordres d'insectes les coxes tendeixen a estar completament exposades i situades més lateralment. Consten de 6 artells: coxa, trocànter, fèmur, tíbia, tars (subdividit en diversos segments o tarsòmers) i pretars. Els cinc tarsòmers que presenten els tarsos primitius (pentàmers), poden reduir-se a quatre (criptopentàmers i tetràmers), o a tres (trímers).

### Abdomen
L'abdomen consta usualment de 10 segments en el mascle i de 9 en la femella. Les tergites estan poc esclerotitzades i cobertes pels èlitres (menys en Staphylinidae i altres grups), excepte l'últim, que rep el nom de pigidi. En gairebé tots els coleòpters les esternites tercera a cinquena estan ben esclerotitzades i són visibles externament; la primera esternita està absent, la segona és amb freqüència només visible lateralment i la vuitena moltes vegades està amagada al segment genital (novena esternita). Les esternites visibles externament es denominen ventrites; així, la ventrita 1 correspon a l'esternita 2 o 3, segons els grups. El nombre de ventrites és usualment de 5 (esternites 3 al 7); és de 6 quan l'esternita 2 és visible o la 8 no està invaginada dins l'abdomen, podent existir 7 ventrites si aquestes dues condicions es donen alhora.
La genitàlia és el conjunt d'elements que intervenen en la còpula, i la seva morfologia és essencial en la taxonomia de l'ordre. L'aparell copulador masculí es denomina edeagus (aedeagus). Consta de tres parts: el tegmen, al seu torn compost de falobase o peça basal i un parell de paràmers (lòbuls laterals); el penis o lòbul mitjà, normalment embolicat en el tegmen; i el sac intern (endophallus), primàriament membranós, però que pot estar armat d'espícules i, de vegades d'un flagel (flagellum) llarg i esclerotitzat. L'edeagus està embolicat pel segment genital (9º segment abdominal) que desenvolupa en alguns grups una esclerita llarga i estreta denominada spiculum gastrale.

## Reproducció i desenvolupament

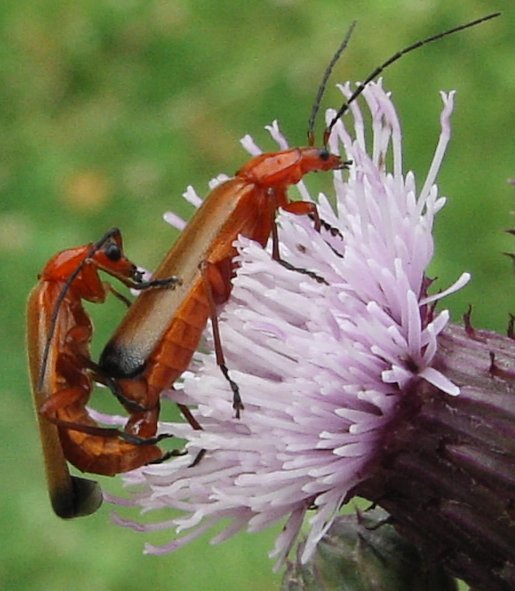
Aparellament

Els coleòpters es reprodueixen gairebé sempre de manera sexual; la partenogènesi és excepcional. Les femelles alliberen feromones o emeten sons per atreure els mascles. Després d'un curt festeig, en general no gaire sofisticat, es produeix l'aparellament en què el mascle s'enfila damunt de la femella. Després, la femella cerca un substrat adequat per a dipositar-hi els ous i el prepara perquè les futures larves trobin les millors condicions per al seu desenvolupament.
Les larves dels coleòpters utilitzen virtualment qualsevol substrat com a aliment; són molt freqüents les larves fitòfagues que es desenvolupen i s'alimenten a sobre o dins de productes vegetals (fulles, arrels, fusta, etc.); un cas notable és el d'alguns coleòpters copròfags, en què l'adult fa una pilota d'excrements, excava un niu subterrani i hi diposita els ous; els coleòpters necròfags de la família Silphidae cerquen cadàvers de petits animals, els enterren i hi fan la posta. Hi ha larves depredadores molt actives, com les dels caràbids. Són nombrosos els casos de vigilància i cura de les larves.
Els coleòpters presenten una metamorfosi completa (holometabolia), amb estadis de larva, pupa i imago (adult). Les larves passen per diferents estadis (entre un i quinze) separats per mudes; en general, les larves de cada estadi són semblants, però en alguns coleòpters paràsits, com el Meloidae, apareixen estadis larvals amb característiques molt diferents, fenomen conegut com a hipermetamorfosi. Totes les larves de coleòpters tenen en comú la presència d'una càpsula cefàlica ben diferenciada i proveïda de peces bucals de tipus mastegador. En canvi, l'aspecte general és molt divers en els diferents grups.
Les larves del darrer estadi cerquen un lloc apropiat per a pupar. Les pupes són molt poc mòbils o totalment immòbils; algunes espècies construeixen capolls de materials diversos i/o cel·les al mateix substrat on ha crescut la larva (per exemple, dins la fusta). Després de la metamorfosi emergeix l'imago (adult) que només haurà d'endurir la cutícula i buscar parella.

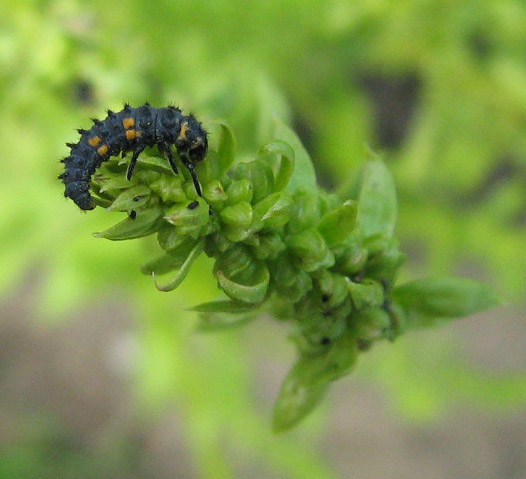
Larva de marieta
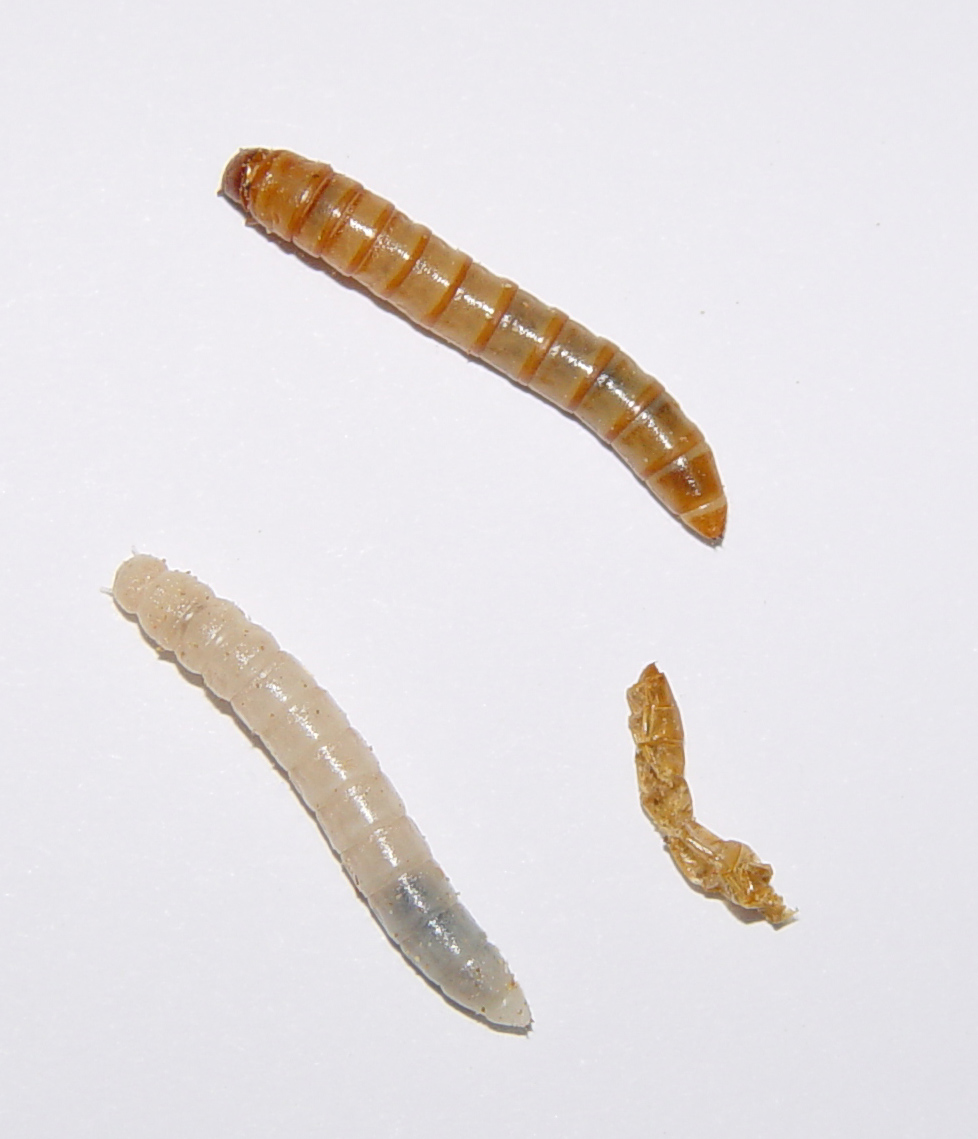
Larva de Tenebrio molitor
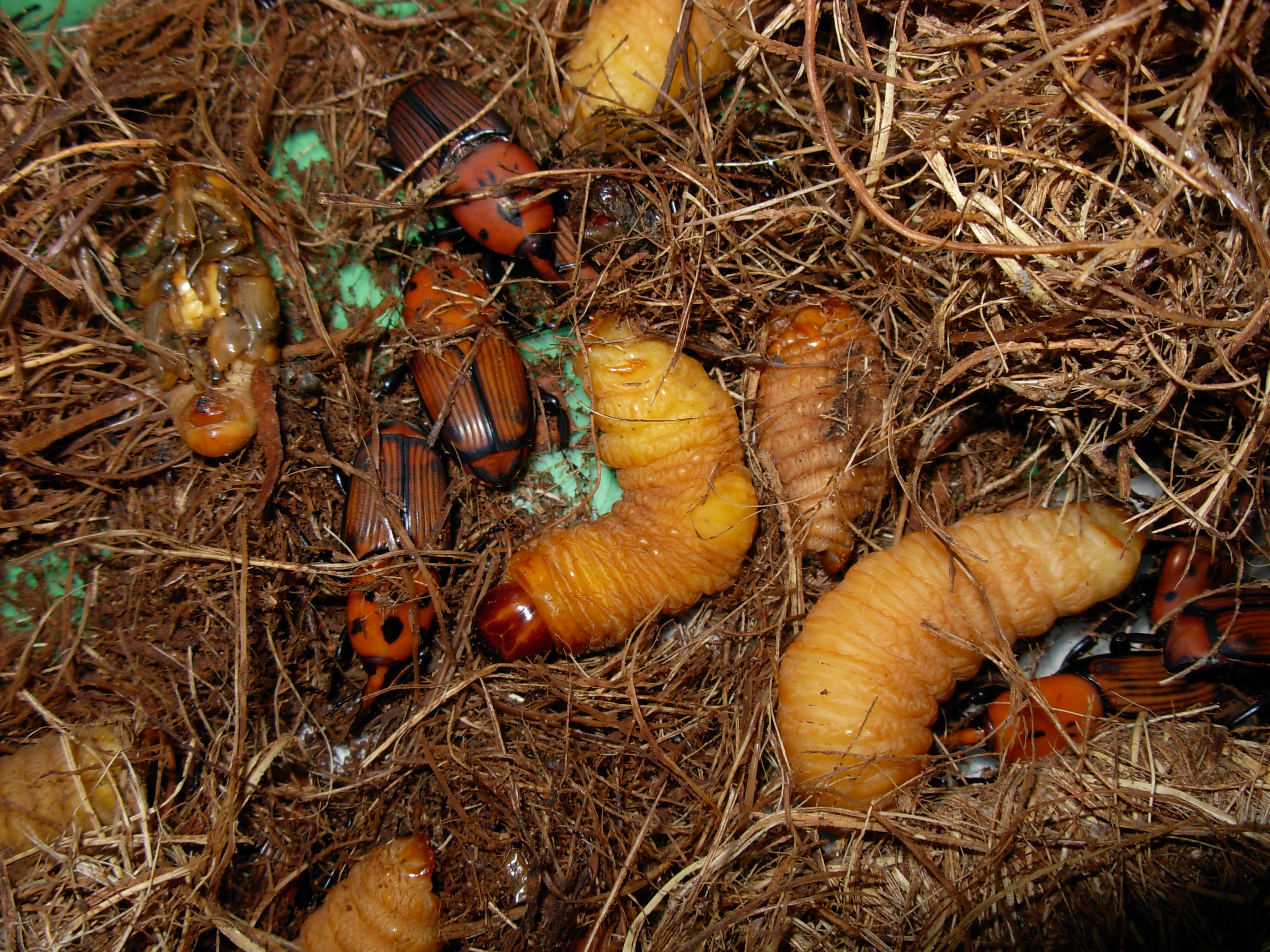
Larves de Rhynchophorus ferrugineus
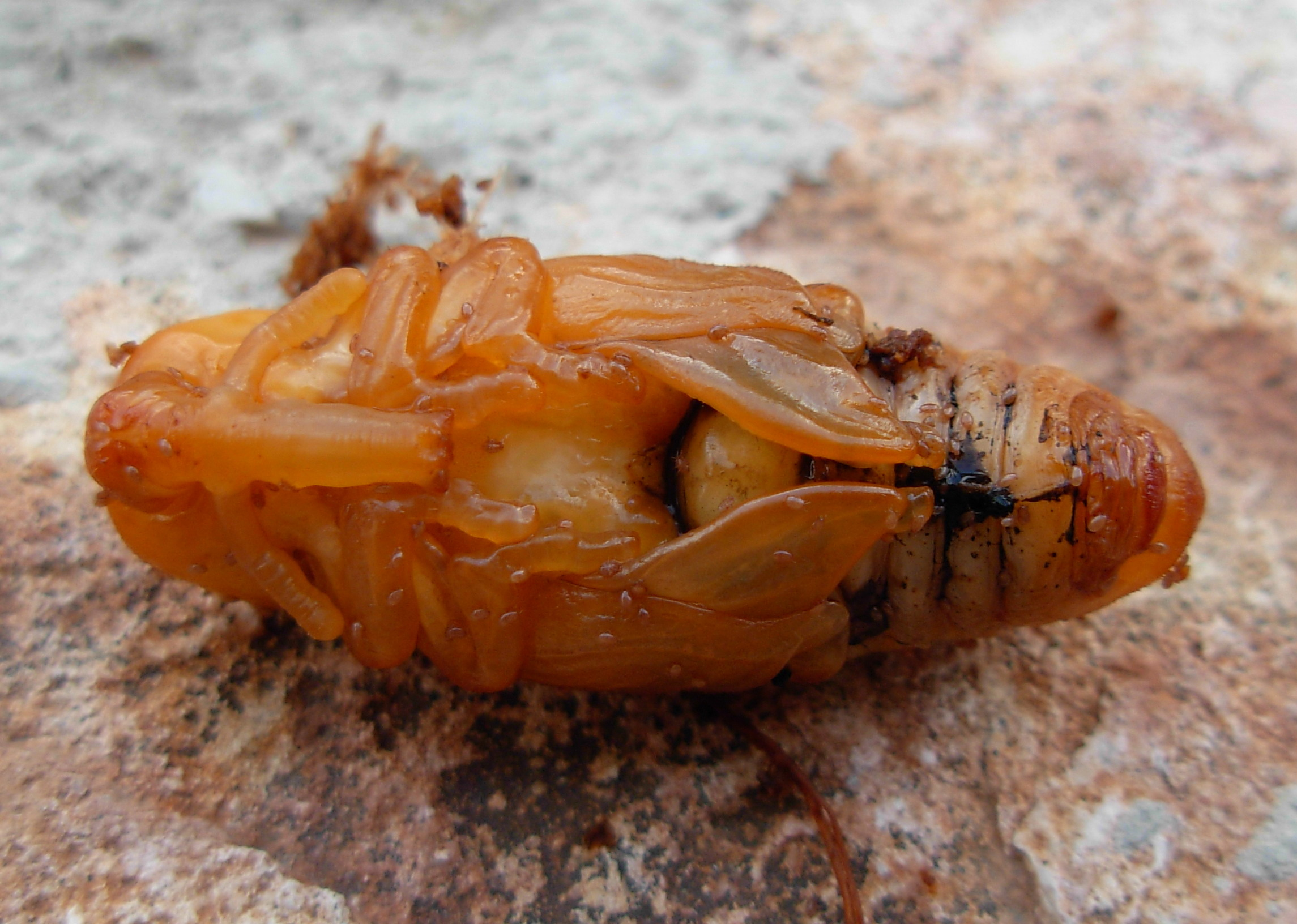
Pupa de Rhynchophorus ferrugineus

## Règims alimentaris dels coleòpters

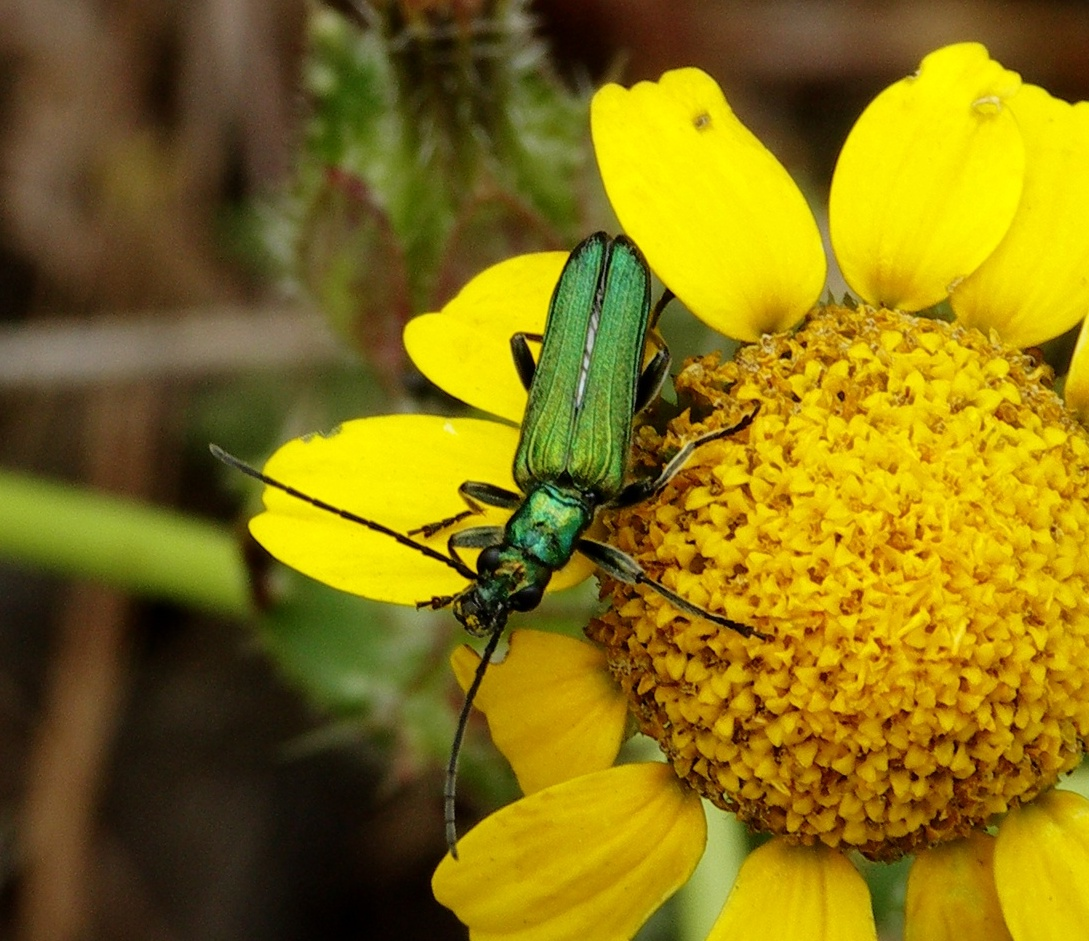
Un edemèrid, coleòpter polinífag

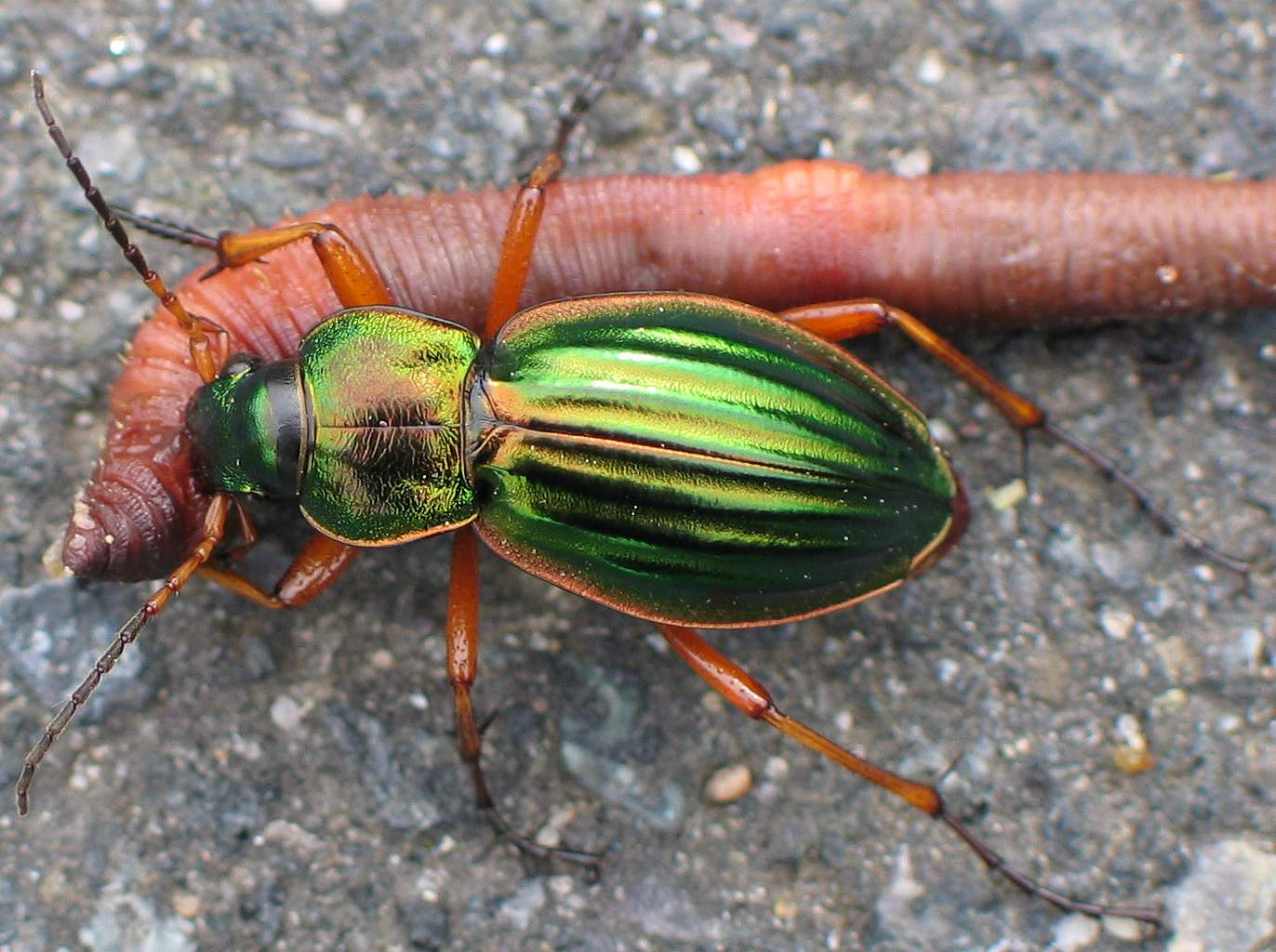
Un caràbid devorant un cuc de terra

L'enorme varietat de nínxols ecològics que els coleòpters ocupen a la natura, es reflecteix en una gran diversitat de règims alimentaris
- Filòfags: s'alimenten de fulles com la majoria de Chrysomelidae. En aquesta categoria s'inclouen temibles plagues per a l'agricultura.
- Antòfags: s'alimenten de flors, como Oxythyrea funesta (Cetoniinae).
- Carpòfags o frugívors: s'alimenten de fruits, como Cetonia o Potosia (Cetoniinae).
- Espermòfags: s'alimenten de llavors, com els Bruchidae.
- Pol·linífags o pol·linívors: s'alimenten de pol·len, como molts Oedemeridae i força Cerambycidae.
- Rizòfags: s'alimenten d'arrels.
- Xilòfags: s'alimenten de fusta, com les larves dels Anobiidae, Cerambycidae o Scolytidae. Solen tenir bacteris i fongs simbionts que produeixen els enzims necessaris per a la digestió de la cel·lulosa.
- Micòfags o fungívors: s'alimenten de fongs (hifes, espores), com els Mycetophagidae o Ciidae.
- Carronyaires o necròfags: s'alimenten de cadàvers, com els Silphidae.
- Sapròfags: s'alimenten de matèria vegetal en descomposició.
- Copròfags: s'alimenten d'excrements, com molts Geotrupidae, Scarabaeinae o Aphodiinae.
- Depredadors: cacen i s'alimenten d'altres animals (insectes, cuc de terra, cargols, baboses), com la majoria d'Adephaga, Coccinellidae, Histeridae, Staphylinidae, etc. Fan una digestió extraoral, és a dir, aboquen els sucs digestius dins les preses i després n'absorbeixen els teixits mig digerits.

Cal destacar que no existeix cap coleòpter que sigui hematòfag, és a dir, que s'alimenti de sang.

## Els coleòpters i l'ésser humà

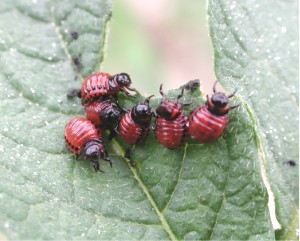
Larves de l'escarabat de la patata devorant una fulla

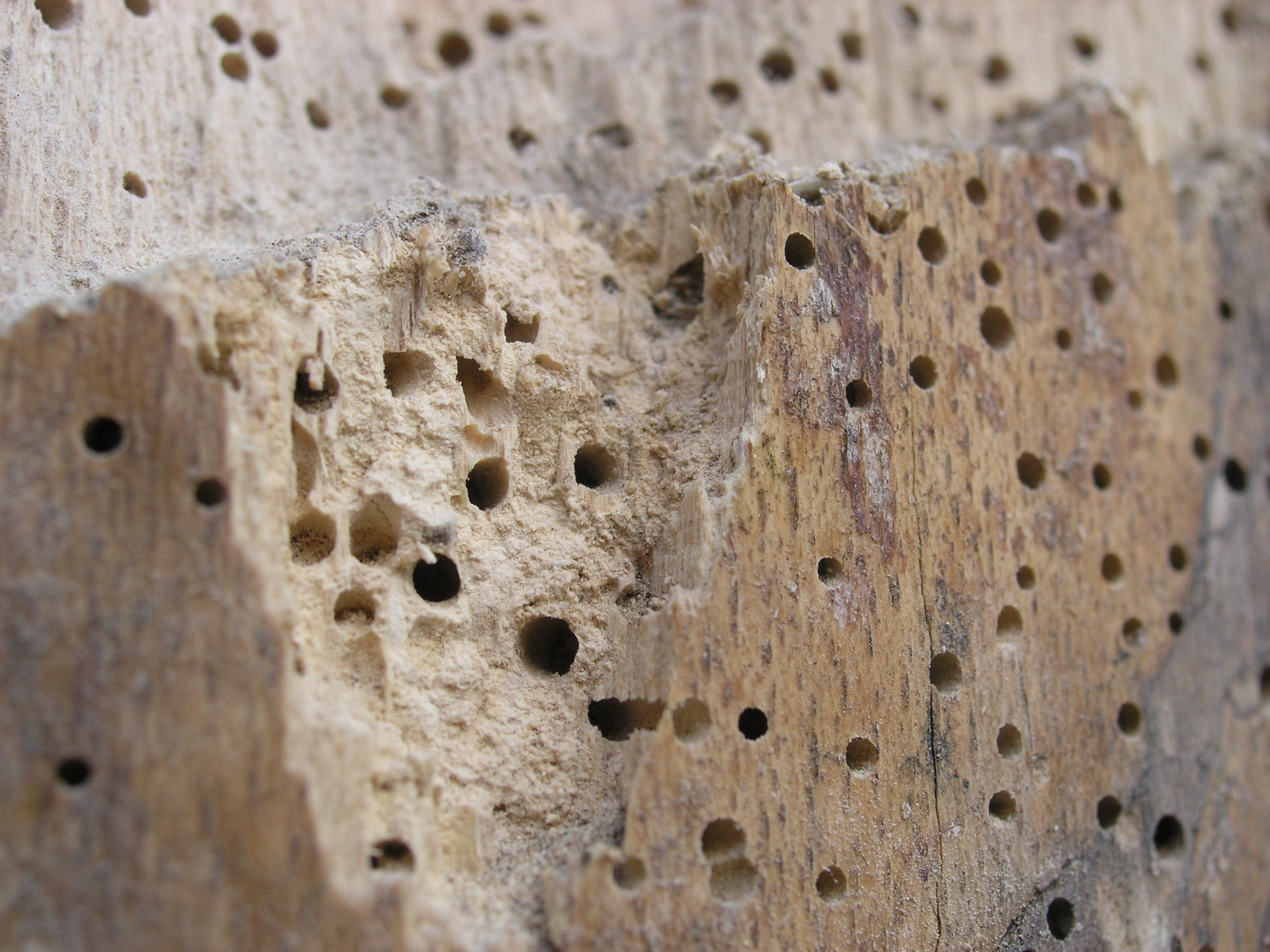
Fusta perforada per Anobium punctatum

Molts insectes que causen plagues en els cultius, boscos o construccions humanes són membres de l'ordre dels coleòpters. Entre d'altres:
- Família Chrysomelidae
  - Leptinotarsa decemlineata (escarabat de la patata). És una greu plaga per als cultius de patata.
  - Pyrrhalta luteola. Plaga dels oms que devora les fulles.
  - Brontispa longissima. Ataca les fulles joves danyant els planters de cocoters, produint fortes pèrdues econòmiques.[6]
  - Monolepta ronbeeneni
- Família Curculionidae
  - Scyphophorus acupunctatus (corc de l'atzavara). És una de les principals plagues que ataquen la tapioca i diverses espècies d'atzavara. La seva larva, coneguda com a "cuc vermell" o "cuc de l'atzavara", és precisament l'espècie que s'empra habitualment per a donar sabor al mescal.
  - Rhynchophorus ferrugineus (corc vermell). Ataca al cocoter i altres palmeres. Quan es veuen afectades per la plaga, sofreixen esgrogueïment i es marceixen, podent arribar a produir-se la mort del peu afectat.
  - Anthonomus grandis. És una greu plaga per a les plantacions de cotó als Estats Units.
  - Phloeosinus aubei. És una plaga que afecta majoritàriament als xiprers. Els forats causats per les larves en els troncs i la dispersió del xancre del xiprer Seiridium cardinale en són les principals conseqüències.
- Família Scolytidae
  - Hylurgopinus rufipes i Scolytus multistriatus. Són importants plagues dels oms al transmetre i expandir diverses espècies del fong Ophiostoma que mata aquests arbres; la plaga ha causat la desaparició dels oms en diverses parts d'Europa i Nord-amèrica.
- Família Anobiidae
  - Corcs. Les larves xilòfagues de diverses famílies de coleòpters (sobretot Anobiidae) ataquen la fusta treballada (bigues, mobles) i es coneixen amb el nom de corcs. Un dels més temibles és Xestobium rufovillosum (escarabat del rellotge de la mort) que produeix greus destrosses als habitatges.
- Família Nitidulidae
  - Aethina tumida (petit escarabat dels ruscs). Produeix greus destrosses als ruscs. La seva infestació es coneix com a aethinosis.

- Família Tenebrionidae
  - Tenebrio molitor (escarabat de la farina). La seva larva es pot fer servir com a una alternativa alimentària rica en proteïnes per a humans i animals.[7]

## Registre fòssil i història evolutiva

### Permià
El fòssil coleopteroide més antic data del Permià inferior (fa uns 280 milions d'anys) i ha estat adscrit a la família Tshekardocoleidae. És considerat com un Protocoleoptera, un grup format segurament per diversos ordres, un dels quals inclouria l'avantpassat dels autèntics coleòpters.
Els Tshekardocoleidae se semblen als actuals Cupedidae. però es diferencien dels veritables coleòpters per posseir més d'onze artells antenals, nombroses venes transversals en els èlitres i abdomen curt proveït d'un llarg ovipositor extern; tenien els èlitres i les ales membranoses més llargs que l'abdomen i les ales no es plegaven (com passa ara als coleòpters i a la resta de neòpters).
En el Lopingià (fa uns 250 milions d'anys) van aparèixer els primers coleòpters autèntics, en els quals s'observen ja les tendències evolutives de l'ordre: disminució del nombre d'artells antenals, desenvolupament de costelles subparal·leles en els èlitres, els quals no sobrepassen l'àpex de l'abdomen i formen un estoig tancat sobre ell, ales membranoses plegades sota els èlitres, esclerites genitals invaginats i un cos compacte. S'han trobat tant a Angarà (continent nord) a Gondwana (continent sud). Es tracta de formes que recorden als actuals Cupedidae, però que usualment s'inclouen en una família pròpia, els Permocupedidae. Els autèntics Cupedidae van aparèixer en el Triàsic inferior (fa 230 milions d'anys).
La flora del Permià estava dominada pels pteridòfits i molts grups basals de gimnospermes; pel que fa als vertebrats terrestres, la majoria dels principals grups d'amfibis paleozoics estaven presents, així com els llinatges més primerencs de rèptils, com ara els captorrínids i pelicosaures, però els arcosaures, que van dominar el Mesozoic, encara no havien evolucionat.

### Mesozoic

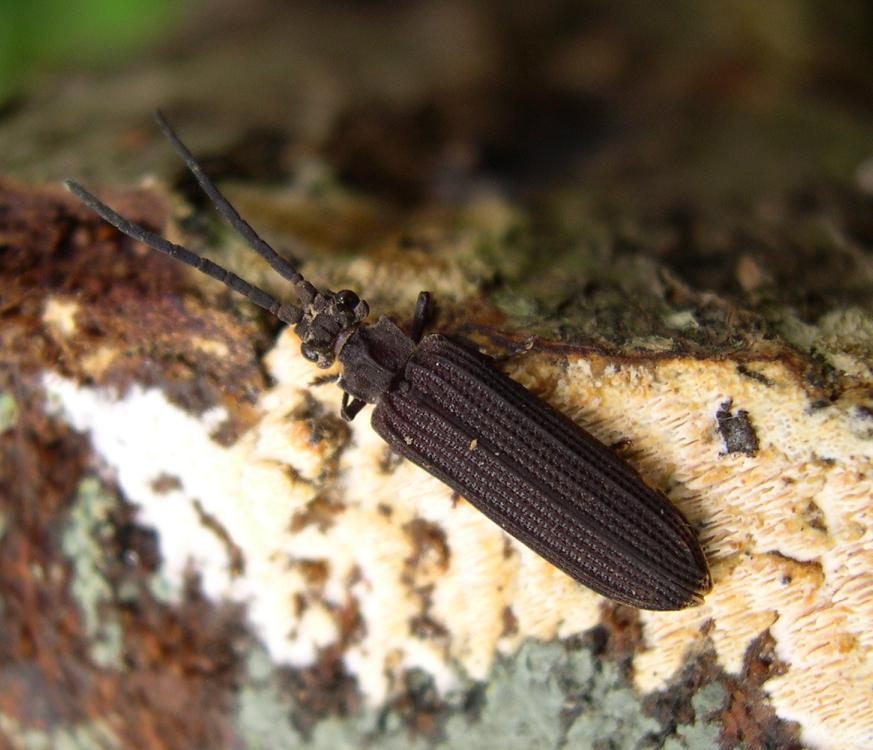
Un cupèpid, una de les famílies actuals més primitives de l'ordre dels coleòpters.

Durant el Mesozoic els coleòpters van aconseguir una gran diversificació. En el Triàsic, els Archostemata eren el grup dominant, però ja és possible distingir autèntics Adephaga i alguns Polyphaga (Hydrophilodea, Byrrhoidea, Elateroidea). Ja hi havia moltes formes aquàtiques i dues de les famílies (Cupedidae i Trachypachydae) persisteixen actualment. Les plantes triàsiques incloïen licopodis com Dicroidium i Lepidopteris, coníferes primitives com Voltziopsis i Walkomiella, ciques i ginkgos, i els vertebrats terrestres estan representats per rèptils mamiferoides (Therapsida) i els primers dinosaures (Archosauria), però no autèntics mamífers ni aus.
Del Juràssic ja es coneixen alguns gèneres que han persistit fins als nostres dies (Omma i Tretraphalerus de la família Cupedidae) i moltes de les famílies actuals de Polyphaga ja estan ben consolidades (Byrrhidae, Carabidae, Curculionidae, Elateridae, Hydraenidae, etc.)
En el Cretaci els Archosotemata són ja molt menys abundants i, la majoria, si no totes les famílies actuals ja existien. Addicionalment, es coneixen moltes famílies ara extintes (Coptoclavidae', Liadytidae entre els Adephaga, o Praelateridae entre els Polyphaga).

### Cenozoic
Durant el Cenozoic, el nombre de gèneres actuals va anar augmentant gradualment. Així, en l'ambre bàltic de l'Eocè, més de la meitat dels gèneres han sobreviscut fins avui en dia i, en el Miocè, la majoria dels gèneres són actuals i ja comencen a existir espècies que han sobreviscut fins als nostres dies. Els fòssils del Quaternari són en la seva majoria perfectament adjudicables a espècies actuals i pràcticament no es coneixen extincions o especiacions durant aquest període, però sí grans canvis en la distribució geogràfica de moltes espècies d'acord amb els canvis climàtics.

## Classificació

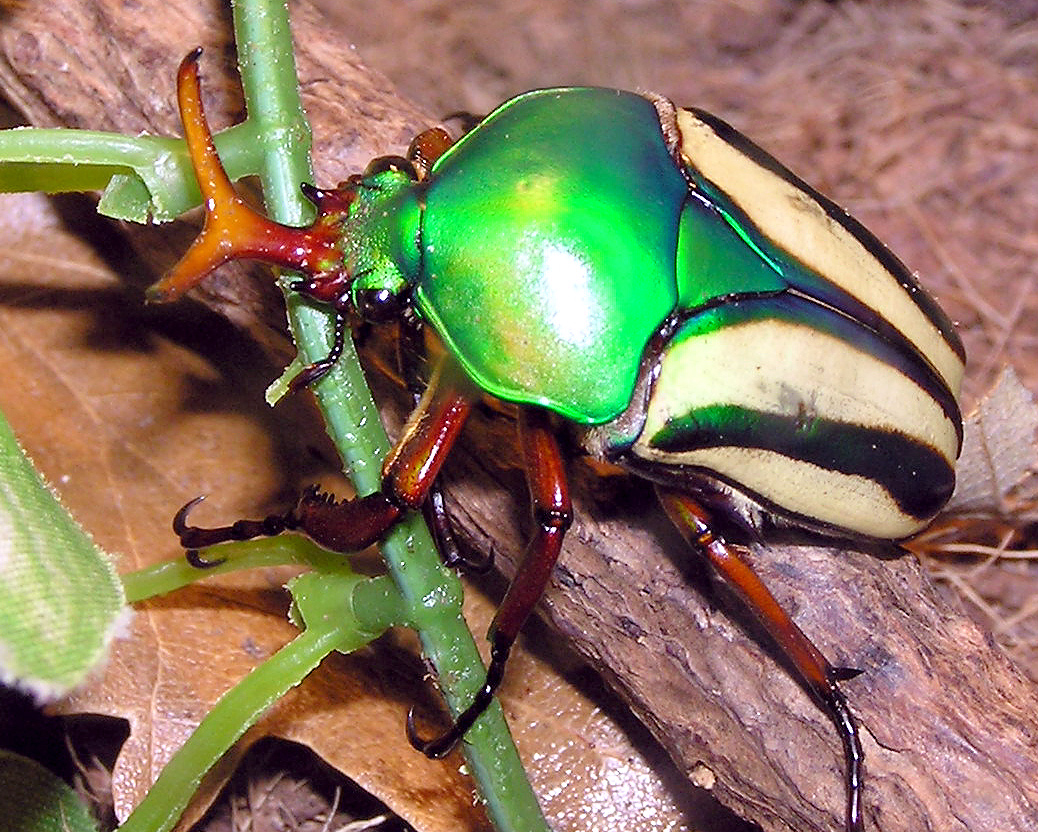
Eudicella gralli

El gran ordre dels coleòpters se subdivideix en cinc subordres, un d'ells extingit:
- Subord. Protocoleoptera †.
- Subord. Archostemata. Grup antic i relicte amb unes 50 espècies conegudes.
- Subord. Myxophaga. Petit grup de diminuts coleòpters aquàtics.
- Subord. Adephaga. Grup relativament gran (unes 40.000 espècies); destaquen les famílies Carabidae (terrestres) i Dytiscidae (aquàtics).
- Subord. Polyphaga. Dins aquest subordre s'hi inclouen la majoria dels coleòpters actuals (més de 300.000 espècies). Està subdividit en los següents infraordres (s'hi indiquen també les principals famílies):
  - Infraord. Staphyliniformia: Hydrophilidae, Histeridae, Leiodidae, Silphidae, Staphylinidae.
  - Infraord. Scarabaeiformia: Lucanidae, Geotrupidae, Scarabaeidae.
  - Infraord. Elateriformia: Buprestidae, Elateridae, Lycidae, Lampyridae, Cantharidae.
  - Infraord. Bostrichiformia: Dermestidae, Bostrichidae, Anobiidae.
  - Infraord. Cucujiformia: Cleridae, Melyridae, Nitidulidae, Coccinellidae, Tenebrionidae, Meloidae, Oedemeridae.
  - Infraord. Chrysomeloidea: Cerambycidae, Chrysomelidae, Curculionidae.

## Simbolisme

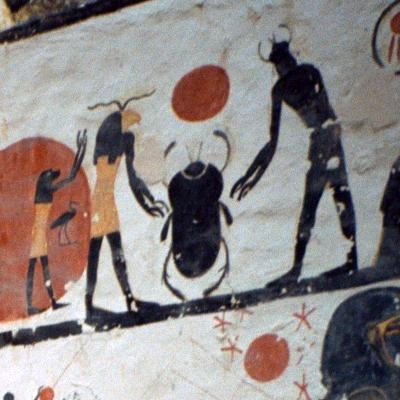
Escena de l'antic Egipte en què apareix un escarabat sagrat

En la història de les religions i la mitologia l'escarabat (particularment l'escarabat piloter) ha gaudit d'algun lloc com a mínim interessant: els antics egipcis el consideraven un exemple de la vida eterna, ja que, suposaven, aquest escarabat (al qual anomenaven khopirru o hopirru) ressuscitava de la pilota de fang que feia; el cert és que l'escarabat piloter pon els seus ous en aquesta pilota de fems i allà neix. Per aquest motiu els antics egipcis ubicaven sobre el cor de les mòmies una imitació de l'escarabat. Quan el cristianisme es va difondre a la Vall del Nil, l'Església Ortodoxa Copta va realitzar interessants assimilacions sincrètiques de la religió precedent i, així com va adoptar l'ankh, també va adoptar -com a al·legoria- el khopirru, assimilant-lo metafòricament a Jesucrist, que anomenaven El Bon Escarabat. És per això que en algun text medieval es pot trobar la curiosa expressió bonus scarabæus en al·lusió a Crist.